# Edward Waring
Edward Waring (23 de julho de 1734 — 15 de agosto de 1798) foi um matemático inglês que nasceu em Old Heath (perto de Shrewsbury), Shropshire, Inglaterra e morreu em Pontesbury, Shropshire, Inglaterra.

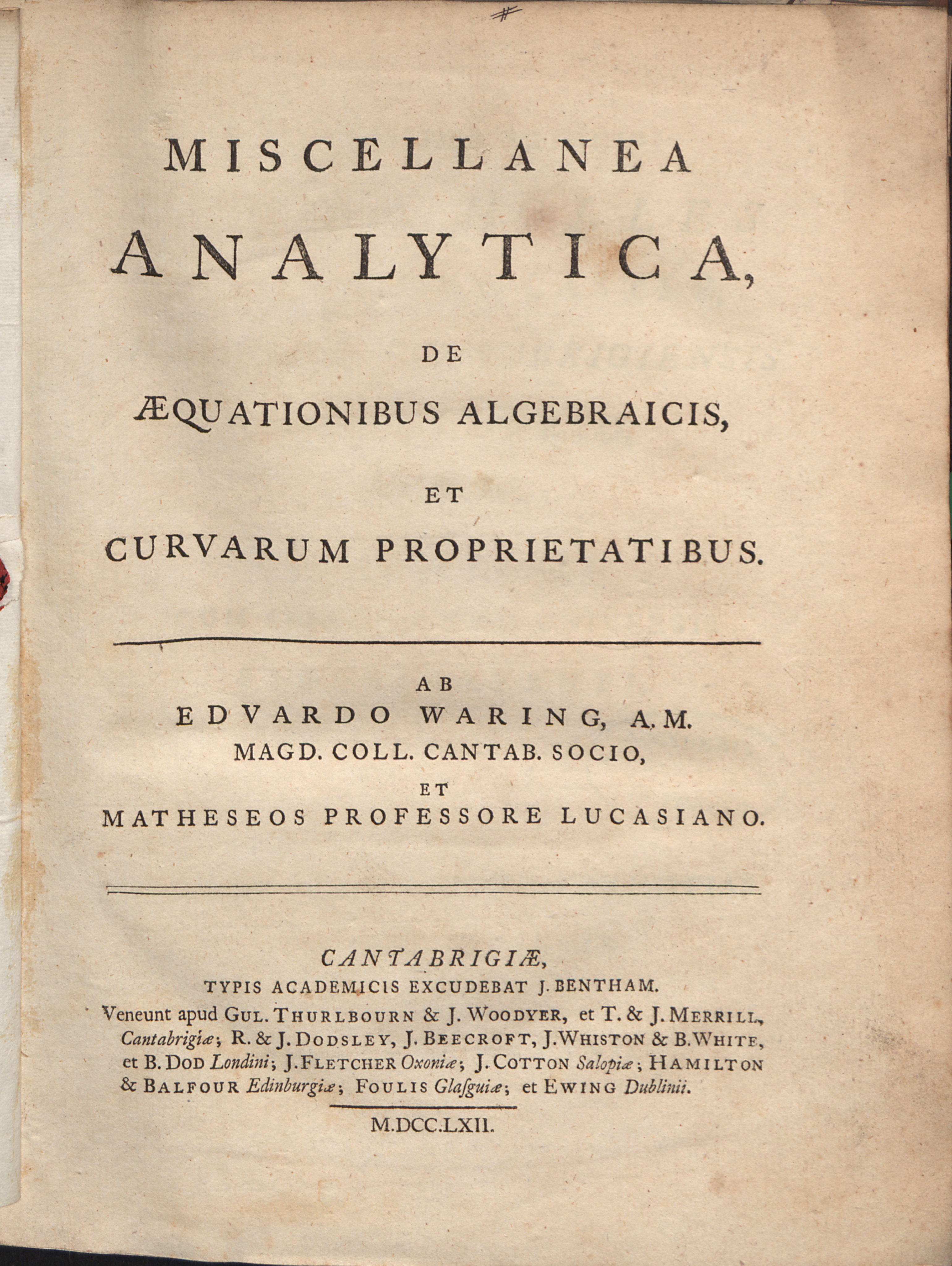
Miscellanea analytica, 1762

Entrou no Magdalene College, em Cambridge, e tornou-se sizar Senior wrangler em 1757. Ele foi eleito um Fellow da Madalena e, em 1760, Professor de Matemática, exercendo a função até a sua morte.
Ele fez a afirmação conhecida como problema de Waring, sem prova nos seus escritos Meditationes Algebraicae.
Waring foi eleito membro da Royal Society em 1763 e premiado com a Medalha Copley em 1784.